# 1996 CN2
1996 CN2 är en asteroid i huvudbältet som upptäcktes den 12 februari 1996 av de båda japanska astronomerna Seiji Ueda och Hiroshi Kaneda i Kushiro.
Asteroiden har en diameter på ungefär 23 kilometer och den tillhör asteroidgruppen Veritas.